# サントメ・プリンシペの行政区画
サントメ・プリンシペの行政区画（サントメ・プリンシペのぎょうせいくかく）では、サントメ・プリンシペの行政区画について記述する。同国の行政区画は2州と、その下の7県からなる。統計目的ではさらに郡、地区、集落、調査区の順に細分化される。

## 州

サントメ・プリンシペの州

サントメ・プリンシペはサントメ島を中心とするサントメ州と、プリンシペ島を中心とするプリンシペ州の2つの州（Regiõ）に分かれる。プリンシペ州は自治権を持った自治州（Região Autónoma do Príncipe）である。
州は1995年4月29日に設置された。それまでは基礎自治体（Concelho）と呼ばれていた。
| 州名         | ポルトガル語名 | 州都               | 人口 (2020年推定) | 面積 (km2 ) | 人口密度 (/km2) |
| ------------ | -------------- | ------------------ | ----------------- | ----------- | --------------- |
| サントメ州   | São Tomé       | サントメ           | 201,420           | 859         | 230             |
| プリンシペ州 | Príncipe       | サント・アントニオ | 8,780             | 142         | 62              |

統計目的ではサントメ州をさらに3地域（原語では州と同じRegiãoだが区別のため地域と呼称）に分割している。
- 北西地域（Região Norte-Oeste） - レンバ県とロバタ県
- 中東部地域（Região Centro-Este） - アグア・グランデ県とメ＝ゾシ県
- 南東部地域（Região Sul-Este） - カンタガロ県とカウエ県

## 県
2州は、更に7つの県（Distrito）に分けられる。内訳はサントメ州が6県、プリンシペ自治州がパグエ県のみからなり、後者は自治州と県が同一視されることがある。県は1980年11月21日の行政区画に関する法律によって設置された。
| No. | 県名               | ポルトガル語名 | 県都                               | ポルトガル語名         | 人口 (2020年推定) | 面積 (km2 ) | 人口密度 (/km2) |
| --- | ------------------ | -------------- | ---------------------------------- | ---------------------- | ----------------- | ----------- | --------------- |
| 1   | アグア・グランデ県 | Água Grande    | サントメ                           | São Tomé               | 80,900            | 17          | 4,759           |
| 2   | カンタガロ県       | Cantagalo      | サンタナ                           | Santana                | 20,200            | 119         | 152             |
| 3   | カウエ県           | Caué           | サン・ジョアン・ドス・アンゴラレス | São João dos Angolares | 7,520             | 267         | 28              |
| 4   | レンバ県           | Lembá          | ネヴィス                           | Neves                  | 16,900            | 230         | 74              |
| 5   | ロバタ県           | Lobata         | グアダルーペ                       | Guadalupe              | 22,900            | 105         | 218             |
| 6   | メ＝ゾシ県         | Mé-Zóchi       | トリンダーデ                       | Trindade               | 53,000            | 122         | 434             |
| 7   | パグエ県           | Pagué          | サント・アントニオ                 | Santo António          | 8,780             | 142         | 62              |

## 下位区分
郡（Subdistrito）は、1980年の行政区画に関する法律によって定義された都市圏に対応する統計上の区分である。2012年国勢調査では18郡が存在した。
地区（Bairro）はインフラストラクチャー（主に道路）によってグループ化された統計上の区分である。
集落（Localidade）は地区の下の統計上の区分で、植民地時代の農園（Roça）単位を継承しているものもあるが、現時点では画一的な定義は存在しない。
調査区（Área de enumeração）は国勢調査調査員・調査官の担当エリアで、1つの調査区には平均20戸がある。2012年国勢調査では全土で344の調査区が設定され、うちサントメ州は331区、プリンシペ州は13区となっている。